# Black Canyon City
Pour les articles homonymes, voir Black Canyon.
Black Canyon City est une census-designated place (CDP) située dans le comté de Yavapai dans l'État de l'Arizona aux États-Unis. La population y était de 2 697 habitants lors du recensement de 2000.

## Démographie
| 1990  | 2000  | 2010  | - | - | - |
| ----- | ----- | ----- | - | - | - |
| 1 811 | 2 697 | 2 837 | - | - | - |